# Z motywów biblijnych (cykl Kasprowicza)

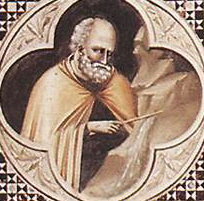
Giotto, Mojżesz wydobywa wodę ze skały

Z motywów biblijnych – cykl poematów Jana Kasprowicza, oparty na historiach z różnych ksiąg Biblii. Cykl składa się z siedmiu części: Niebo i ziemia, Hagar, Rebeka, Mojżesz, Samson, Judyt i Baltazar. Cykl pochodzi z wczesnej fazy twórczości poety, podobnie jak cykl sonetów Z chałupy.